# لو نیکلایف
لو نیکلایف (روسی: Лев Николаевич Николаев) ; (زاده ۱۶ نوامبر ۱۹۳۷ -درگذشته — ۲۱ مه ۲۰۱۱) یک فیزیک‌دان و مستندساز روس بود.

## زندگی
لو نیکلایف در ۱۶ نوامبر ۱۹۳۷ در روسیه به دنیا آمد. او در سال ۱۹۵۴ از دبیرستان و مدرسهٔ هنری در شهر کراسنودار فارغ‌التحصیل شد.

## جوایز
- ۱۹۸۰، ۱۹۸۶ — USSR State Prize
- ۲۰۰۴، ۲۰۰۵ — TEFI
- ۲۰۰۷ — Order of Honor for his many years of fruitful work in the field of broadcasting

## درگذشت
لو نیکلایف در سال ۲۰۱۱ در روسیه درگذشت.